# Jonathan Bellis
Jonathan Bellis (Isla de Man, 16 de agosto de 1988) es un ciclista británico.
Antes de su paso al ciclismo en carretera fue un destacado pistard.
Debutó como profesional en 2009 con el equipo danés Saxo Bank Sungard y en 2012 pasó al An Post-Sean Kelly. En 2013 se recalificó como amateur y consiguió en 2014 volver a ser profesional con el equipo Christina Watches-Kuma.

## Palmarés

### Pista
2006 (como amateur)
- 3.º en el Campeonato del Reino Unido por Equipos (haciendo equipo con Peter Kennaugh, Alex Dowsett y Luke Rowe)

### Ruta
2007
- 3.º en el Campeonato Mundial en Ruta sub-23

## Equipos
- Saxo Bank (2009-2011)
- An Post-Sean Kelly (2012)
- 2ILLI-Bikes Cycling Team (2013) (amateur)
- Christina Watches-Kuma (2014)
- One Pro Cycling  (01.01.2015-01.05.2015)